# Raketové dívky
Raketové dívky (anglicky The Rocket Girls) byly ženy, které pracovaly v NASA a Jet Propulsion Laboratory (JPL) před vývojem stolních počítačů. Byť prováděly naprostou většinu výpočtů stěžejních pro mise, jejich jména nejsou příliš známá. Díky svým schopnostem v oblasti fyziky a matematiky byly často označovány jako „počítače“.

## Ženy

### Barbara Paulsonová
Barbara Paulsonová byla jednou z vedoucích výpočtářek najatých JPL. 

### Macie Robertsová
Macie Robertsová byla vedoucí výpočtářek v JPL. Stala se jí v 60. letech a tuto práci zastávala přes třicet let. 

### Helen Lingová
Helen Lingová byla vedoucí výpočtářek v JPL. Lingová pokračovala ve stopách Macie Robertsové jako vedoucí oddělení výpočtářek. Verbovala a zaučovala ženy, které byly zdatné v matematice a fyzice. Mezí její odkaz patří diverzifikace žen v JPL a neutuchající znamenitost pracovnic v NASA a JPL. 

### Eleanor Francesová
Eleanor Francesová v rámci své práce v NASA objevila mnoho meteorů a komet.

## Odraz v kultuře
Film Skrytá čísla vypráví příběh týmu afroamerických výpočtářek z NASA. 
Příběhy byly zmíněny též v knize Vzestup raketových dívek: Ženy, které nás hnaly kupředu, od raketových střel k Měsíci a Marsu, již napsala Nathalia Holtová.